# Wilt Chamberlain

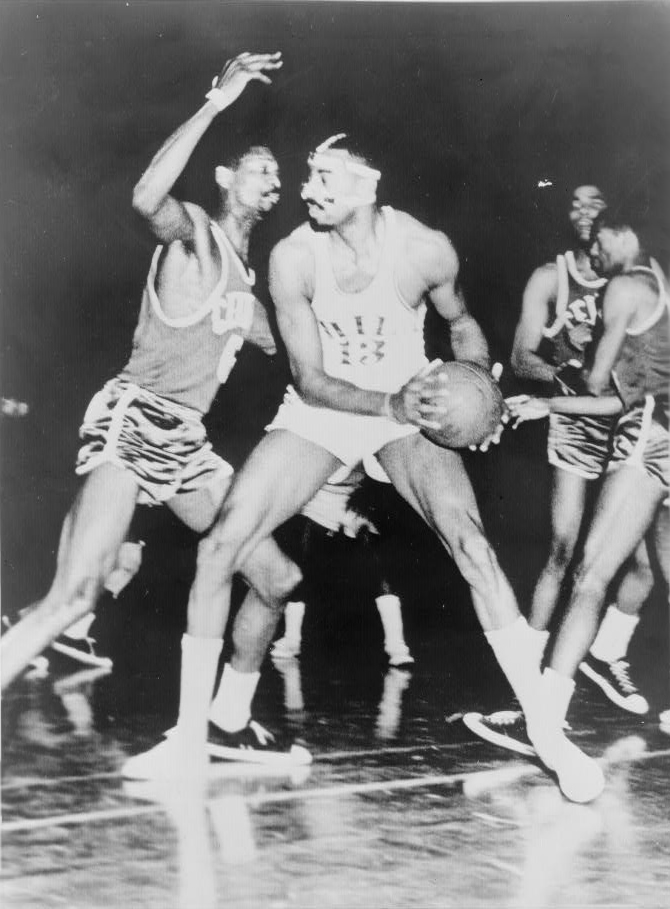
Wilt Chamberlain (z piłką) i Bill Russell

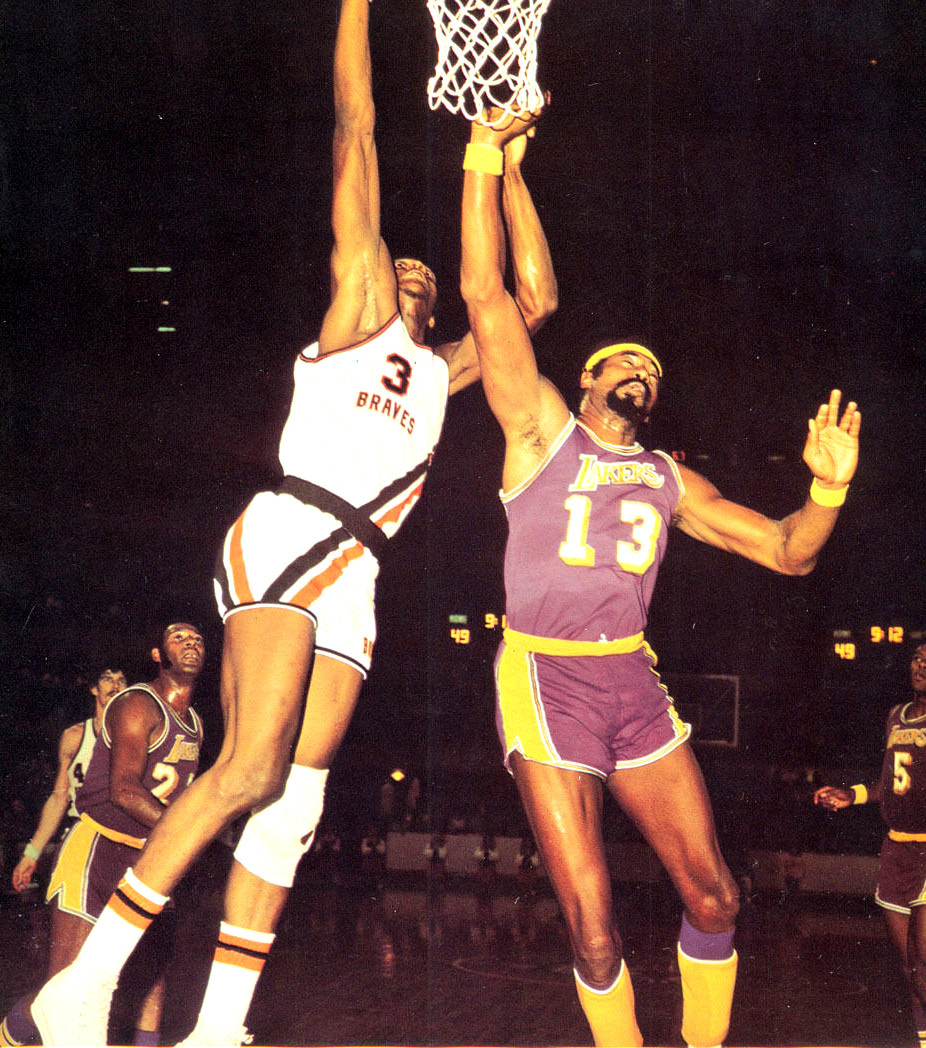
Wilt Chamberlain i Elmore Smith z Buffalo Braves (1971).

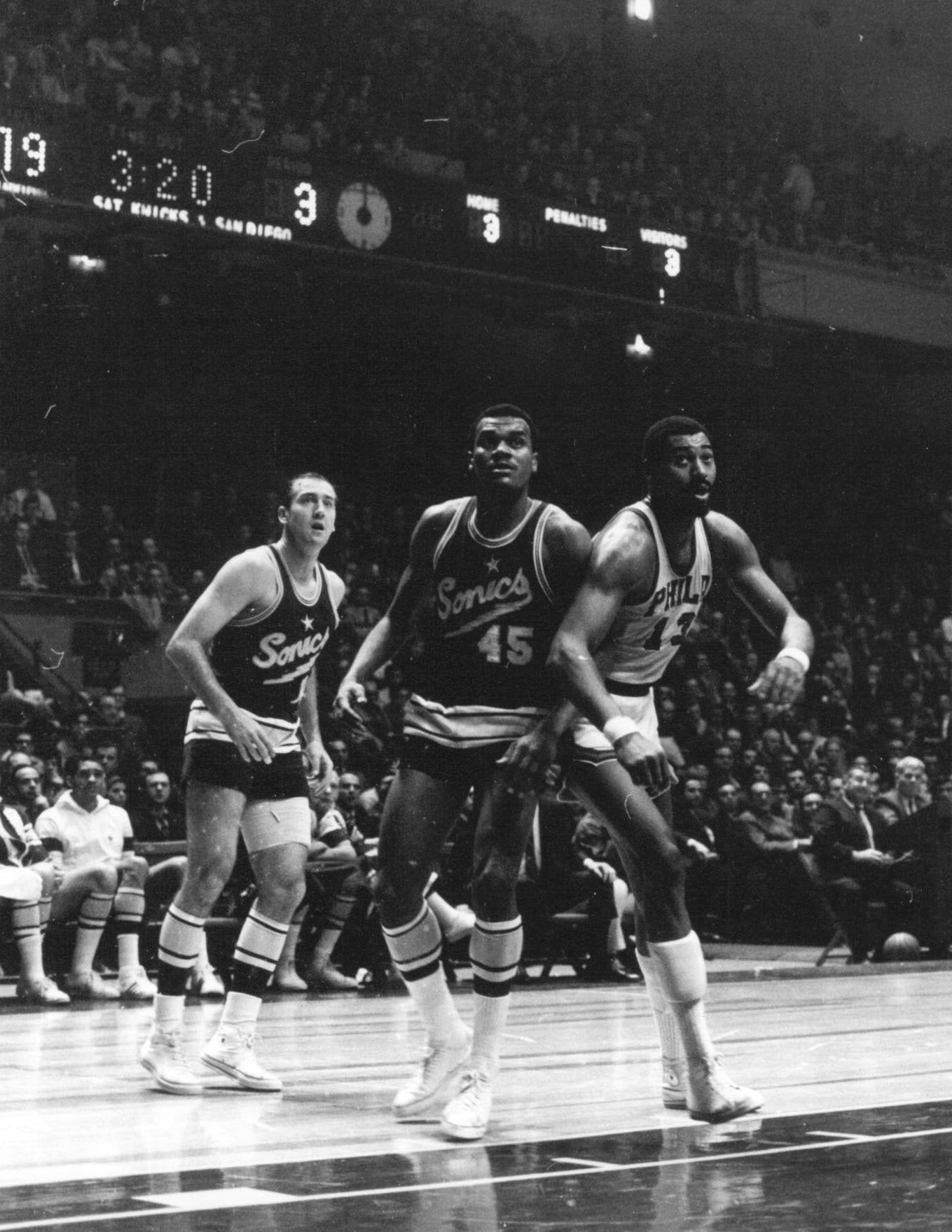
Od lewej Tom Meschery, Bob Rule i Wilt Chamberlain podczas rozgrywek 1967/68.

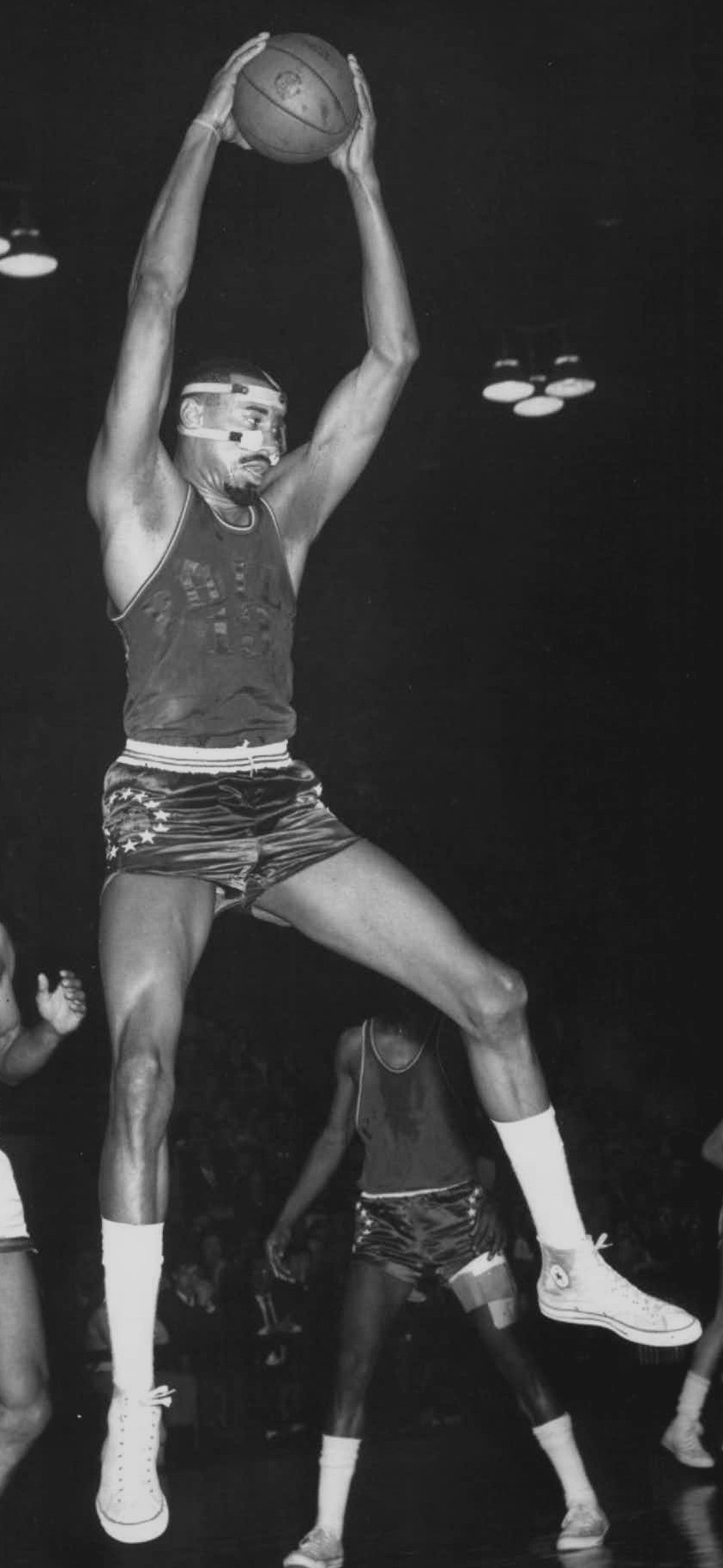
Chamberlain zbierający piłkę w masce ochronnej, jako zawodnik 76ers w sezonie.

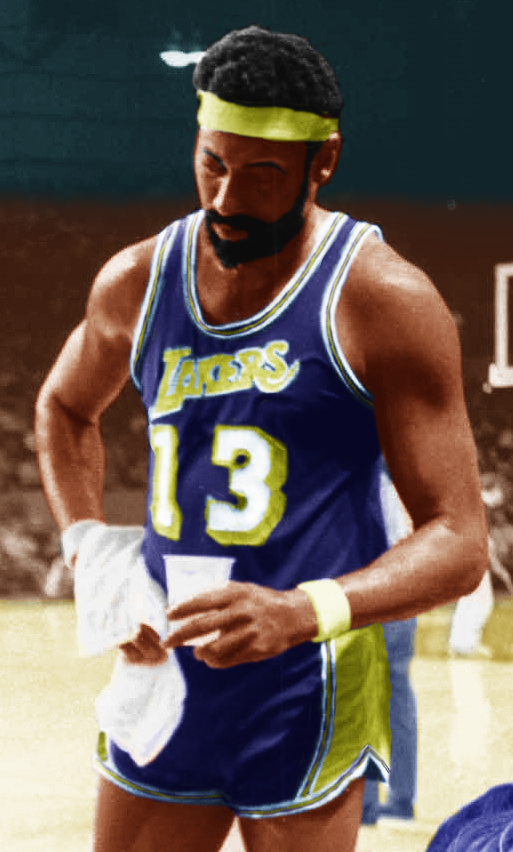
Wilt Chamberlain w barwach Lakers (1 stycznia 1972.)

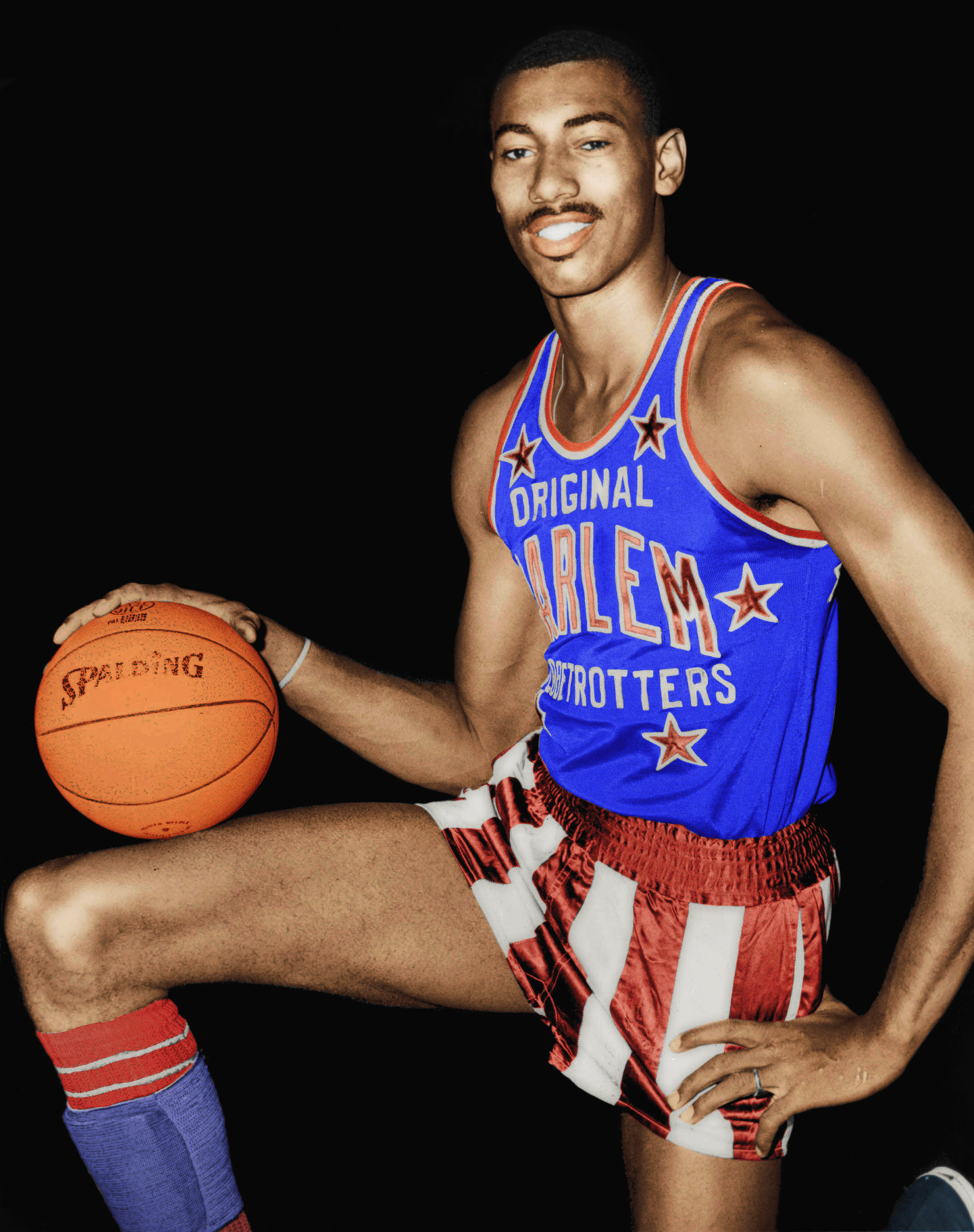
Wilt Chamberlain w barwach Harlem Globetrotters (1 stycznia 1959.)

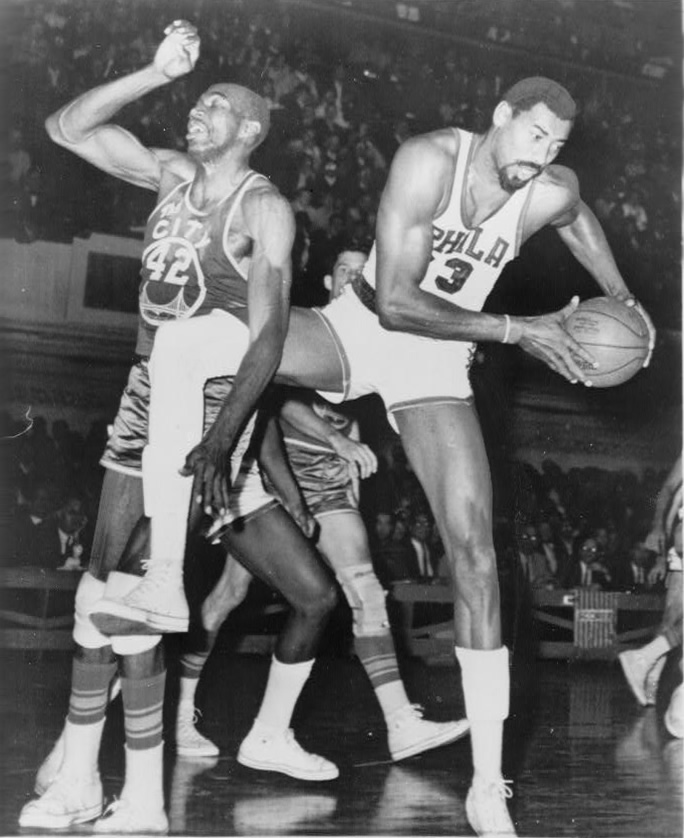
Wilt Chamberlain w wygranej walce o piłkę z Natem Thurmondem (1966).

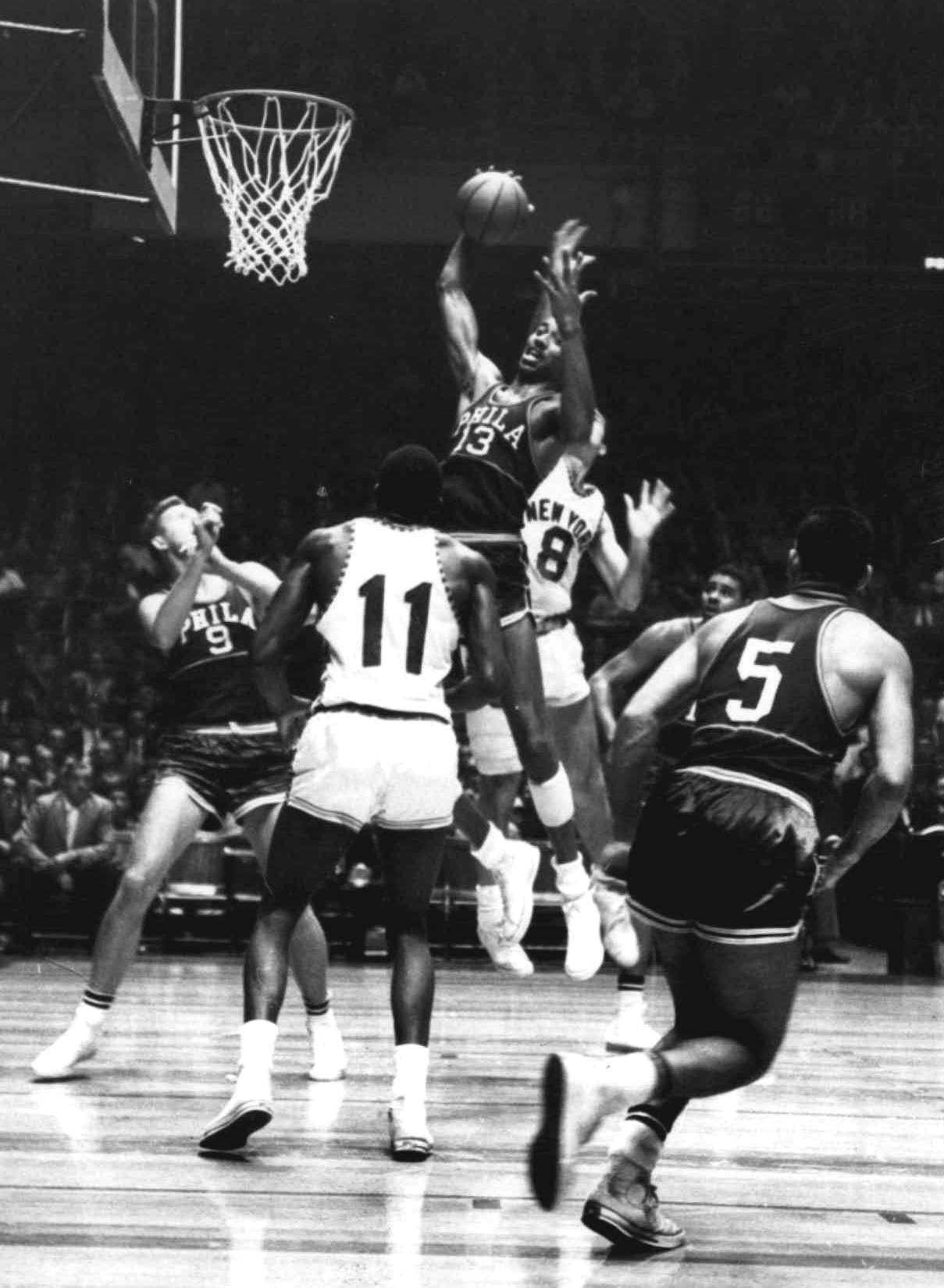
Chamberlain w wygranej walce o piłkę podczas spotkania z Knicks (1960).

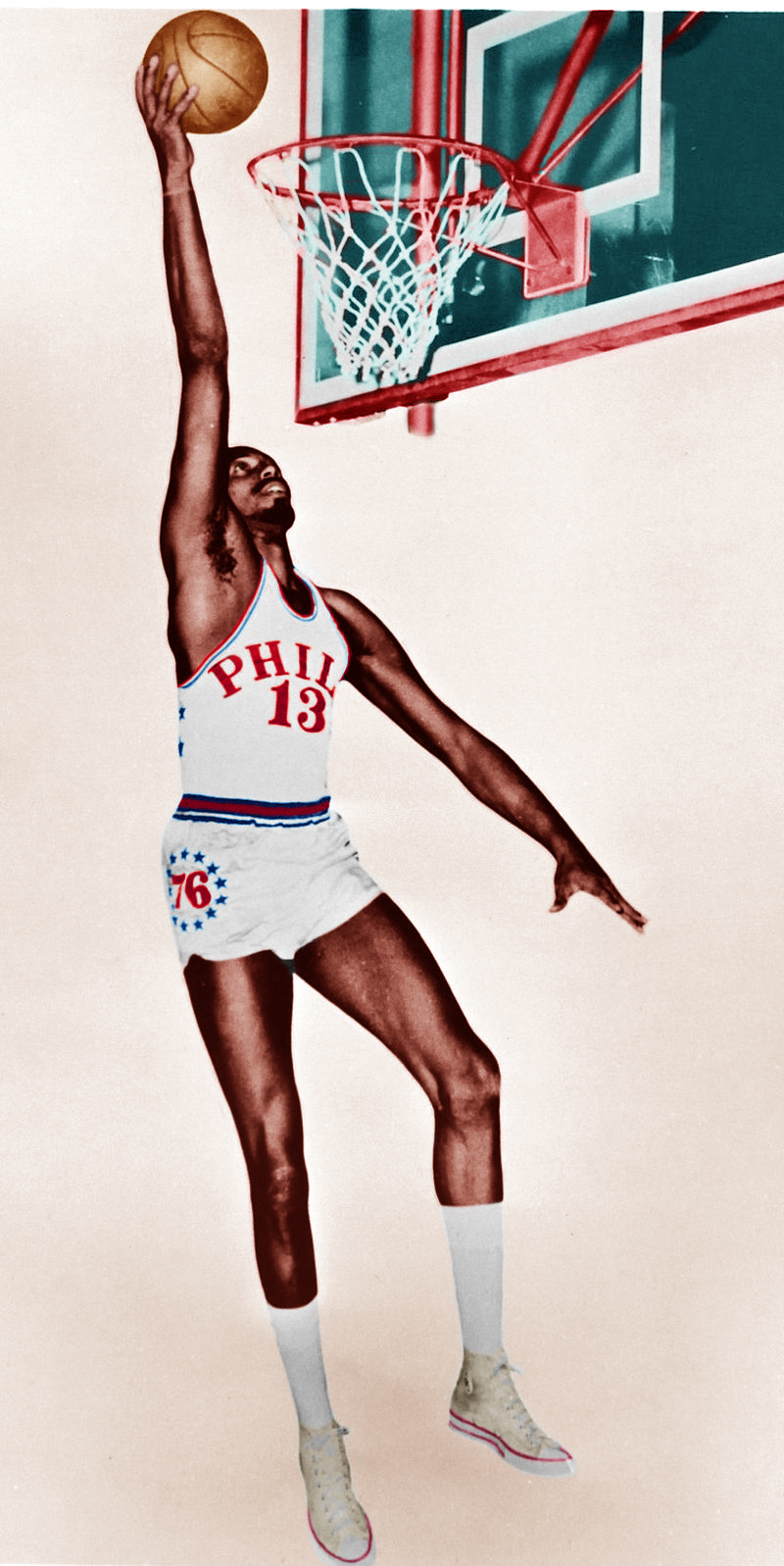
Chamberlain w barwach 76ers (1967).

Wilton Norman Chamberlain, znany jako Wilt the Stilt (Szczudło), The Big Dipper oraz Król Tablic (ur. 21 sierpnia 1936, zm. 12 października 1999 w Bel Air, w Kalifornii) – amerykański profesjonalny koszykarz grający w lidze NBA dla klubów: Philadelphia Warriors, Golden State Warriors, Philadelphia 76ers i Los Angeles Lakers. Grał również w zespole Harlem Globetrotters.

## Kariera sportowa
Chamberlain, który ważył 250 funtów jako junior, a 275 jako profesjonalista (przypuszczalnie ok. 300 funtów po przejściu do Los Angeles Lakers) grał na pozycji środkowego i jest obecnie uznawany za jednego z najlepszych i najbardziej dominujących graczy w historii NBA.
Wybrany z 3. numerem w drafcie 1959, Chamberlain jest posiadaczem ponad 60 nadal aktualnych rekordów NBA, m.in. w zakresie najwyższej liczby punktów zdobytych w trakcie jednego sezonu, zbiórek, czy średniej w obu tych kategoriach. Jest jedynym graczem w historii NBA, którego średnia punktów na koniec sezonu wynosiła ponad 50. Jest także jedynym zawodnikiem, który zdobył 100 punktów w jednym meczu NBA (2 marca 1962 w barwach Philadelphia Warriors przeciwko New York Knicks 169:147). Był siedmiokrotnie liderem strzelców ligi, dziewięciokrotnie przewodził NBA w skuteczności rzutów z gry, był także jedenastokrotnie liderem w zbiórkach, a raz został nawet liderem w kategorii asyst.
W sezonach 1961/1962 i 1963/1964 zajął drugie miejsce w głosowaniu na MVP fazy zasadniczej.
W 1968 został liderem NBA w kategorii asyst, jako jedyny środkowy w historii ligi. Lepszą średnią asyst (9,7) uzyskał wtedy Oscar Robertson z Cincinnati Royals. Tytuły lidera przyznawano wtedy jednak na podstawie łącznej liczby asyst uzyskanych w trakcie całego sezonu. Chamberlain uzyskał ich 932, Robertson natomiast 660, co zadecydowało o przyznaniu „korony” lidera właśnie temu pierwszemu.
W trakcie swojej kariery sięgał dwukrotnie po mistrzostwo NBA, był wybierany czterokrotnie MVP sezonu zasadniczego, raz MVP finałów NBA, wystąpił także 13-krotnie w meczu gwiazd NBA. 10 razy wybierano go do składów najlepszych zawodników ligi. W 1978 został uhonorowany zaliczeniem do Koszykarskiej Galerii Sław. Znalazł się w składzie NBA 35th Anniversary Team, a w 1996 r. znalazł się na liście 50 najlepszych graczy NBA w historii.
Po zakończeniu kariery koszykarskiej, grywał w amatorskiej lidze siatkarskiej International Volleyball Association (1975–1979), był również prezesem tej organizacji. Znalazł się na liście IVA Hall of Fame w uznaniu za wkład w rozwój federacji.
Był również biznesmenem, autorem kilku książek, zaliczył epizod aktorski (film Conan Niszczyciel). Przez całe życie był kawalerem. W swojej autobiografii Wilt utrzymywał, że spał z 20 tysiącami kobiet, czym wywołał spore oburzenie oraz ściągnął na siebie falę krytyki.

## Udział w filmach
W 1984 r. zagrał obok Arnolda Schwarzeneggera w popularnym filmie Conan Niszczyciel w reżyserii Richarda Fleischera, wcielając się rolę wojownika Bombaata. Pojawił się również gościnnie w serialu Laugh-In (1971) oraz The Commish (1992)

## Choroba i śmierć
Chamberlain miał kłopoty z sercem. W 1992 był hospitalizowany przez trzy dni z powodu nieregularnej pracy tego organu, a w 1999, jego stan gwałtownie się pogorszył. Koszykarz stracił w tym czasie ponad 20 kilogramów. 12 października 1999, Chamberlain zmarł w Bel Air w stanie Kalifornia. Miał liczne rodzeństwo: siostry – Barbarę Lewis, Margaret Lane, Selinę Gross i Yvonne Chamberlain, i braci – Wilberta i Olivera Chamberlainów.

## Osiągnięcia

### NCAA
- Wicemistrz NCAA (1957)
- Most Outstanding Player (MOP=MVP) turnieju NCAA Final Four (1957)[12]
- Wybrany do:
  - I składu:
    - All-American (1957–1958)[13]
    - turnieju NCAA (1957)[14]

  - Galerii Sław Koszykówki Akademickiej (2006)[15]

### NBA
- dwukrotny mistrz NBA (1967, 1972)[16]
- 4-krotny wicemistrz NBA (1964, 1969-1970, 1973)[16]
- MVP:
  - sezonu zasadniczego NBA (1960, 1966–1968)[17]
  - finałów NBA (1972)[16]
  - meczu gwiazd NBA (1960)[18]
- Uczestnik meczu gwiazd:
  - NBA (1960–1969, 1971–1973)[19]
  - NBA vs ABA (1972)[20]
- Debiutant Roku NBA (1960)[21]
- Wybrany do:
  - I składu:
    - NBA (1960–1962, 1964, 1966–1968)[22]
    - defensywnego NBA (1972–1973)[23]

  - II składu NBA (1963, 1965, 1972)
- Lider:
  - sezonu regularnego w:
    - punktach NBA (1960–1966)[24]
    - zbiórkach (1960–1963, 1966–1969, 1971–1973)[25]
    - asystach (1968)[26]
    - skuteczności rzutów z gry (1961, 1963, 1965–1969, 1972, 1973)[27]

  - play-off w:
    - średniej:
      - zdobytych punktów (1964)[28]
      - zbiórek (1962, 1965–1969, 1972, 1973)[29]

    - skuteczności rzutów z gry (1964, 1969)[30]

  - wszech czasów NBA w zbiórkach[31]
- Kluby Lakers, 76ers, Warriors zastrzegły należący do niego w numer 13[32]
- 3-krotnie zaliczany do grona najlepszych zawodników w historii NBA przy okazji obchodów rocznicowych:
  - 35-lecia istnienia – NBA 35th Anniversary Team[33]
  - 50-lecia istnienia – NBA’s 50th Anniversary All-Time Team[34]
  - 75-lecia istnienia – NBA 75th Anniversary Team (2021)[35]
- Członek Koszykarskiej Galerii Sław (Naismith Memorial Basketball Hall Of Fame – 1979)[36]

### Rekordy NBA
(Stan na 14 listopada 2016, na podstawie, o ile nie zaznaczono inaczej.)

#### Sezon regularny
- najwięcej punktów w:
  - jednym spotkaniu – 100 – przeciw Knicks 2 marca 1962[39]
  - jednej połowie spotkania – 59 – przeciw Knicks 2 marca 1962
- najwięcej celnych rzutów z gry w:
  - jednym:
    - sezonie – 1597 – w sezonie 1961/62
    - spotkaniu:
      - 36 – przeciw Knicks 2 marca 1962
      - 18, bez ani jednej pomyłki – przeciw Bullets 24 lutego 1967

  - jednej kwarcie (4) spotkania – 22 – przeciw Knicks 2 marca 1962
- najwięcej oddanych rzutów z gry w:
  - pojedynczym sezonie 3159 – w sezonie 1961/62
  - jednym spotkaniu – 63 – przeciw Knicks 2 marca 1962
  - jednej połowie spotkania – 37 – przeciw Knicks 2 marca 1962
  - jednej kwarcie spotkania – 21 – przeciw Knicks 2 marca 1962
- najwięcej celnych rzutów (28/32) wolnych w jednym spotkaniu – przeciw Knicks 2 marca 1962, wyrównany (28/29) przez Adriana Dantleya 4 stycznia 1984, przeciw Rockets
- najwięcej zbiórek w jednym spotkaniu  – 55 – przeciw Celtics 24 listopada 1960
- najwyższa średnia:
  - minut spędzanych na parkiecie w pojedynczym sezonie – 48,52 – 1961/62
  - punktów na mecz w pojedynczym sezonie – 50,36 – 1961/62
  - zbiórek na mecz w pojedynczym sezonie – 27,2 – 1960–61
- najwyższa suma:
  - minut spędzanych na parkiecie w pojedynczym sezonie – 3882 – 1961/62
  - punktów w pojedynczym sezonie – 4029 – 1961/62
  - zbiórek w pojedynczym sezonie – 2149 – 1960/61
- najwięcej spotkań z dorobkiem co najmniej:
  - 50 punktów w jednym sezonie – 45 – 1961/62
  - 40 punktów w jednym sezonie – 63 – 1961/62
  - 40 punktów w jednym sezonie – 63 – 1961/62
- najwięcej niecelnych rzutów z gry w pojedynczym sezonie – 1562 – 1961/62
- najwyższa skuteczność rzutów z gry w pojedynczym sezonie – 72,7% – 1972/73
- najwięcej oddanych rzutów wolnych w pojedynczym sezonie – 1363 – 1961–62

#### Kariera
- najwyższa średnia minut spędzanych na parkiecie – 45,8
- najwięcej sezonów:
  - jako lider ligi w:
    - punktach – 7 – 1959/60–1965/66 – wyrównany przez Michaela Jordana (1986/87–1992/93)
    - liczbie oddanych rzutów wolnych – 9
    - zbiórkach – 11

  - z rzędu jako lider ligi w:
    - liczbie celnych rzutów z gry – 7 – (1960–1966), wyrównany przez Michaela Jordana (1987–1993)
    - liczbie oddanych rzutów z gry – 7 – (1960–1966)

  - w historii:
    - ze średnią ponad 40 punktów na mecz – 2
    - ze średnią ponad 20 zbiórek na mecz – 10, wspódzielony z Billem Russellem

  - z rzędu w historii, ze średnią ponad:
    - 40 punktów na mecz – 2
    - 30 punktów na mecz – 7, wyrównany przez Michaela Jordana
    - 30 punktów i 20 zbiórek w meczu  – 7
    - 20 zbiórek na mecz – 10, wspódzielony z Billem Russellem
- najwęcej spotkań:
  - z rzędu z dorobkiem co najmniej:
    - 50 punktów – 7 – 16–29 grudnia 1961
    - 40 punktów – 14 – 8–30 grudnia 1961 i 11.01.–1.02.1962
    - 30 punktów – 65 – 4 listopada 1961 – 22 lutego 1962
    - 20 punktów – 126 – 19 października 1961 – 19 stycznia 1963

  - z dorobkiem co najmniej:
    - 60 punktów – 32
    - 50 punktów – 188
    - 40 punktów – 271
- najwięcej celnych rzutów z gry – 35 – 17–28 lutego 1967
- najwyższa liczba zbiórek – 23924
- najwyższa średnia zbiórek – 22,9
- najwięcej triple-doubles z rzędu – 9 – 8–20 marca 1968 - pobity przez Russella Westbrooka (2019)
- najmłodszy zawodnik w historii, który przekroczył próg 10000 zebranych piłek – 28 lat i 81 dni – 10 listopada 1964[40]
- najniższa liczba rozegranych spotkań przy przekroczeniu:
  - 15000 zdobytych punktów – 358
  - 20000 zdobytych punktów – 499
  - 30000 zdobytych punktów – 941
- jedyny zawodnik w historii, który zanotował:
  - „podwójne triple-double” (ponad 20 w co najmniej trzech kategoriach statystycznych) – 22 punkty, 25 zbiórek i 21 asyst – 4 lutego 1968
  - co najmniej 40 punktów oraz 40 zbiórek w tym samym meczu (dokonał tego ośmiokrotnie)
  - średnią punktów w sezonie na poziomie ponad 40 oraz 50
  - średnie co najmniej 30 punktów na mecz oraz 20 zbiórek w pojedynczym sezonie regularnym (7-krotnie)
  - średnie co najmniej 30 punktów na mecz oraz 20 zbiórek przez kilka sezonów z rzędu – 7

#### Play-off
- najwięcej:
  - zbiórek w:
    - jednym spotkaniu – 41 – przeciw Celtics 5 kwietnia 1967
    - jednej połowie spotkania – 26 – przeciw Warriors 16 kwietnia 1967
    - 5-meczowej serii – 160 – przeciw Celtics 1967 (32 zbiórki na mecz)
    - 6-meczowej serii – 171 – przeciw Warriors 1967 (28,5 zb.)
    - 7-meczowej serii – 220 – przeciw Celtics 1965 (31,4)

  - celnych rzutów z gry w:
    - jednym spotkaniu – 24 – przeciw Nationals 14 marca 1960, współdzielony z Johnem Havlickiem (1.04.1973), Michaelem Jordanem (1 maja 1988)
    - w 7-meczowej serii – 113 – przeciw Hawks 1964

  - oddanych rzutów z gry w:
    - jednym spotkaniu – 48 – przeciw Nationals 22 marca 1962, współdzielony z Rickiem Barry (18 kwietnia 1967)
    - jednej połowie spotkania – 25 – przeciw Nationals 22 marca 1962, współdzielony z Elginem Baylorem (14 kwietnia 1962), Michaelem Jordanem (1 maja 1988)
    - 3-meczowej serii – 104 – przeciw Nationals 1960

Kariera
- najwyższa średnia:
  - minut spędzanych na parkiecie – 47,24
  - zbiórek (minimum 10 gier) – 24,6 (35 gier)

#### Debiutanckie
- najwyższa średnia:
  - punktów w sezonie zasadniczym – 37,6 – 1959/60
  - zbiórek w sezonie zasadniczym – 27 – 1959/60
- najwięcej punktów w jednym spotkaniu – 58 – przeciw Pistons 25 stycznia 1960 i przeciw Knicks 21 lutego 1960
- najwięcej zbiórek w jednym spotkaniu – 45 – przeciw Nationals 6 lutego 1960

#### Mecz Gwiazd NBA
- najwięcej:
  - punktów w jednym meczu – 42
  - najwięcej celnych rzutów z gry w:
    - meczu – 17 – 1962, wyrównany przez Michaela Jordana (1988)
    - jednej połowie meczu – 10 – 1962

  - oddanych rzutów wolnych w meczu – 16 – 1962
  - zbiórek w:
    - historii spotkań gwiazd – 197
    - jednej połowie spotkania – 16 – 1960, wyrównany przez Boba Pettita (1962)